# Raphaël Lépine
Jacques Raphaël Lépine (Lyon, 6 de julio de 1840-Menton, 17 de noviembre de 1919) fue un fisiólogo francés.

## Biografía
Nacido en Lyon el 6 de julio de 1840, era el menor de los dos hijos de Jean Baptiste Lépine y Joachime Emmanuelle Vegerano. Comenzó a trabajar como interno en los hospitales de Lyon en 1860. Después, en 1864, se trasladó a París al quedar segundo en el concurso para ejercer allí como residente, por detrás de Paul Georges Dieulafoy y por encima de Georges Clemenceau; allí estuvo bajo la tutela de Jean-Martin Charcot.
Su interés por la fisiología lo llevó a viajar a Alemania entre 1867 y 1870, al laboratorio de Rudolf Virchow y Julius Cohnheim en Berlín y al de Carl Ludwig en Leipzig. Más adelante, en su país, trabajó también con Charles-Édouard Brown-Séquard y Jules-Auguste Béclard. Durante la guerra franco-prusiana se desempeñó como médico militar en la armée de l'Est. Tras la contienda, de vuelta en París, fue jefe de clínica de Germain Sée en 1872, médico en los hospitales de la capital en 1874 y, al año siguiente, profesor asociado de la Facultad de Medicina. Allí leyó dos tesis en 1870 y 1875, la primera sobre la hemiplejía pulmonar y la otra, sobre la localización de las enfermedades cerebrales.
Volvió a Lyon en 1877 para ocupar la cátedra de Medicina Clínica de su facultad, recién fundada, cargo en el que permaneció hasta su retiro en 1910. Perteneció a varias sociedades científicas como la Académie Nationale de Médecine, en la que fue admitido como correspondiente en 1887 y en 1896 como miembro asociado nacional, el Instituto de Francia, también desde 1887, además del Congrès français de médecine interne y las sociedades de biología, anatomía, ciencias médicas y el consejo de higiene de Lyon. Fundó en 1877, junto con Charcot, la Revue Mensuelle de Médecine et de Chirugie y, en 1889, Archives de Médecine Expérimentale et d'Anatomie Pathologique. En 1909 publicó su obra principal, Le diabète sucré. Falleció el 19 de noviembre de 1919 en Menton (Alpes Marítimos).
Estuvo nominado en cinco ocasiones al Premio Nobel de Fisiología o Medicina, entre 1910 y 1913 y en 1916. Se casó con Mathilde Koechlin y tuvieron un hijo. Su hermano, Louis Lépine, fue prefecto de policía de París.

## Trayectoria científica

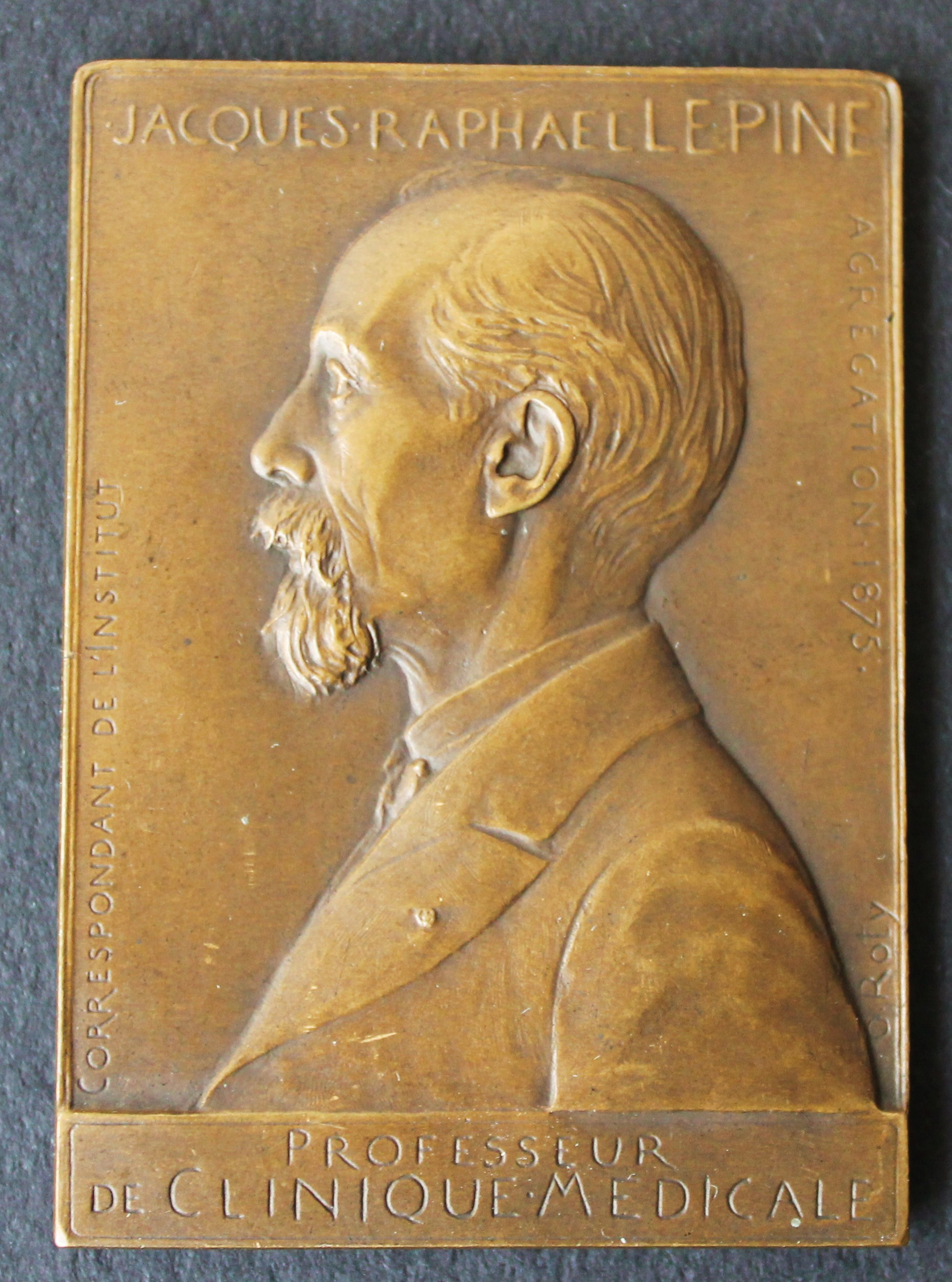
Raphaël Lépine, medalla en bronce de Oscar Roty.

Lépine escribió alrededor de 120 trabajos sobre varios temas, de los que destacan los dedicados a la parálisis pseudobulbar, la adicción a drogas, el sistema nervioso y, especialmente, los que tratan la diabetes y el páncreas en general. Fue el primero en reconocer este órgano como una glándula endocrina capaz de regular los niveles de glucosa en sangre. Muchos de estos los estudios los realizó con su alumno Victor Barral, habitualmente con perros pancreatectomizados, en los que llegaron a hipotetizar la existencia de un «fermento glicolítico» y un «fermento sacarizante» en la sangre.
Estudioso también de la farmacodinamia, que divulgó activamente en su país, investigó sobre medicamentos como la digital, el salicilato de sodio o la cafeína, entre otros.